# Lorenz Karsten (Jurist)
Lorenz Karsten (* 1. März 1825 in Berlin; † 3. September 1887 in Warnemünde) war ein deutscher Jurist und Parlamentarier.

## Leben
Lorenz Karsten  war ein Sohn des Metallurgen Carl (Johann Bernhard) Karsten und dessen Frau (Louise Wilhelmine) Adelaide, geb. Rosenstiel (1788–1861). Der gleichnamige Ökonom und Agrarwissenschaftler (Franz Christian) Lorenz Karsten (1751–1829) war sein Großvater. Nach dem Besuch des Gymnasiums in Berlin studierte er Jura in Greifswald, Heidelberg und Berlin. Er war Mitglied der Burschenschaften Alte Alemannia Greifswald und Alte Frankonia Heidelberg.
Karstens Berufsleben begann 1850, zunächst als Referendar, 1854 als Assessor und im gleichen Jahr als Bergrat und Justitiar im Bergamt von Waldenburg (Schlesien). Später wirkte er als Rechtsanwalt und Justizrat in Waldenburg. Von 1859 bis 1863 und 1872/73 saß Karsten für den Wahlkreis Breslau im Preußischen Abgeordnetenhaus (Rechte/Konstitutionelle). Ab 1868 hatte er seinen Wohnsitz wieder in Berlin, war als Rechtsanwalt und Notar tätig und dort ab 1881 auch Stadtverordneter.

## Familie
Lorenz Karsten wuchs mit sechs Geschwistern auf, darunter Hermann Karsten (1809–1877), Professor der Mathematik und Mineralogie in Rostock und Gustav Karsten (1820–1900), Professor der Physik in Kiel.
Karsten war ab 1855 verheiratet mit Bertha Marianne Gropius (1830–1907), Tochter des Kaufmanns und Unternehmers Johann Carl Christian Gropius (1781–1854). Der Ehe entstammten die Söhne Carl Lorenz Joachim Karsten (1856–1923) und Georg Gustav Friedrich Walter Karsten (1869–1933).